# Kyōhei Yamagata
Kyōhei Yamagata (japanisch 山形 恭平 Yamagata Kyōhei; * 7. September 1981 in der Präfektur Fukuoka) ist ein ehemaliger japanischer Fußballspieler.

## Karriere
Yamagata erlernte das Fußballspielen in der Schulmannschaft der Higashi Fukuoka High School. Seinen ersten Vertrag unterschrieb er 2000 bei den Sanfrecce Hiroshima. Der Verein spielte in der höchsten Liga des Landes, der J1 League. Am Ende der Saison 2002 stieg der Verein in die J2 League ab. Für den Verein absolvierte er sieben Ligaspiele. 2004 wechselte er zum Ligakonkurrenten Avispa Fukuoka. 2005 wurde er mit dem Verein Vizemeister der J2 League und stieg in die J1 League auf. Am Ende der Saison 2006 stieg der Verein wieder in die J2 League ab. Für den Verein absolvierte er 113 Ligaspiele. Danach spielte er bei den V-Varen Nagasaki. Ende 2008 beendete er seine Karriere als Fußballspieler.